# Fågelbad

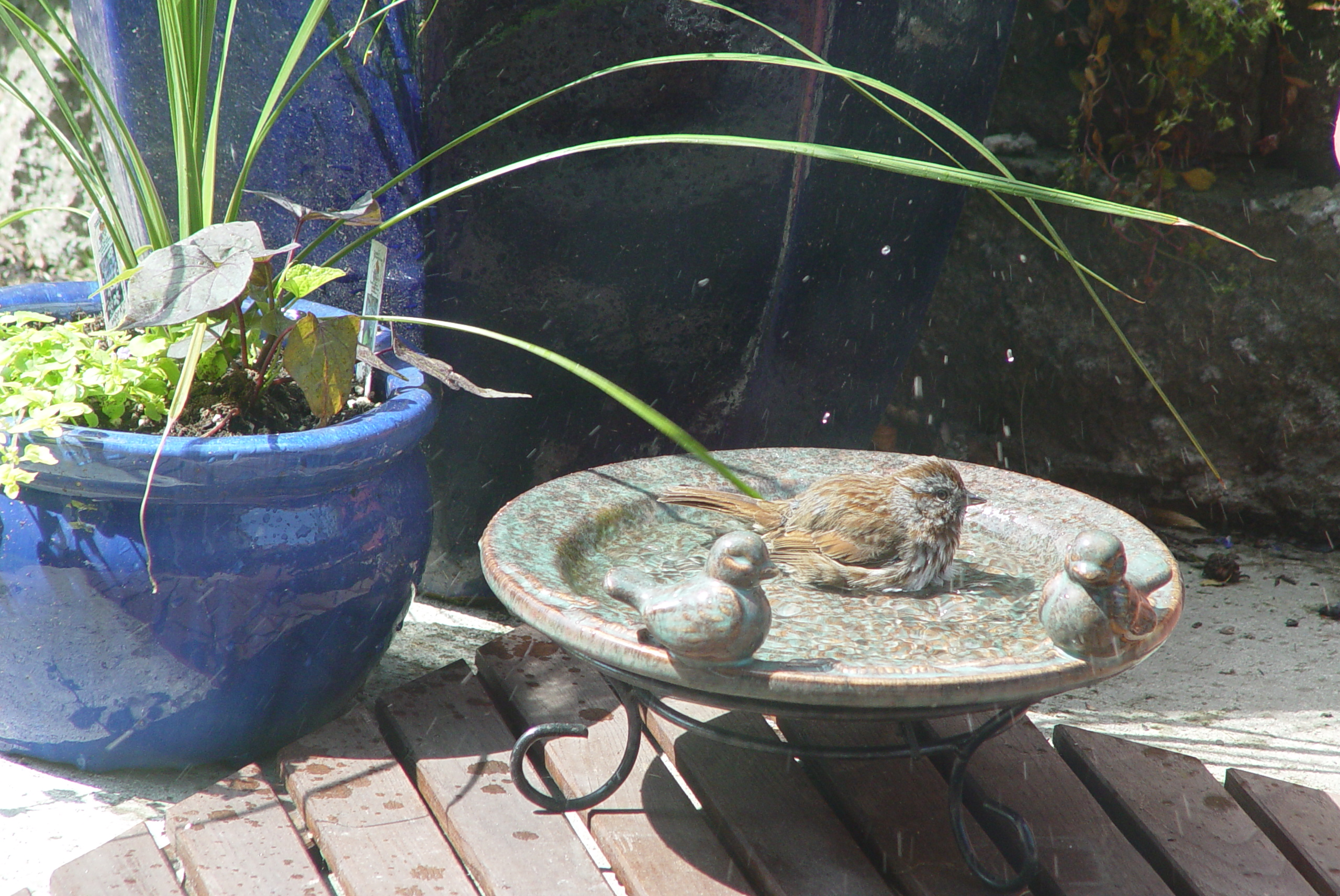
Fågelbad

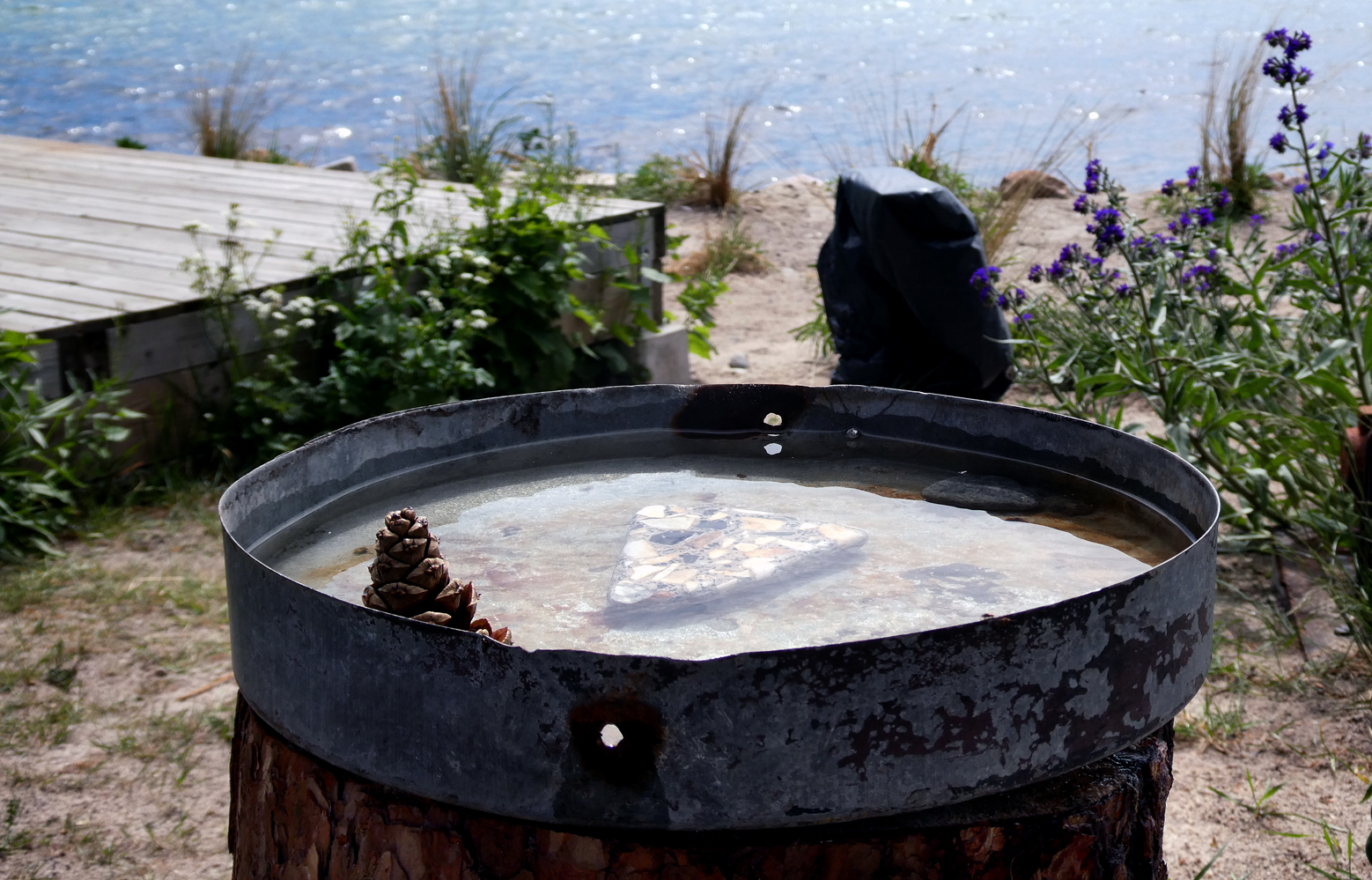
Ett fågelbad med sötvatten vid havet är viktigt för alla fåglar som ej kan dricka saltvatten.

Ett fågelbad är ett konstgjort öppet vattenkärl, eller liten grund damm, avsett för fåglar att dricka ur och bada i samt för dekorationsändamål. Ett fågelbad kan fungera som trädgårdskonst, skulptur eller vara en del i att skapa en vital naturträdgård. Fågelbad lockar till sig en rad olika fågelarter, speciellt under sommar eller torrperioder, men fågelbad som inte fryser om vintern lockar också till sig fåglar. 
Ett fågelbad bör vara högst tre centimeter djupt på grundaste stället. Miljön har inte så stor betydelse, men ofta rekommenderas att fågelbadet placeras bland omgivande träd och buskar.
Ordet "fågelbad" är belagt i svenska språket sedan 1938.